# Robert Madsen (kemiker)
Robert Madsen (født 14. oktober 1965) er en dansk kemiker og professor i organisk kemi ved Institut for Kemi på Danmarks Tekniske Universitet., hvor han især arbejder organisk syntese, metal-organisk kemi og kulhydratkemi og har lavet pionerarbejde
Robert Madsen blev uddannet civilingeniør i kemi fra DTU i 1989, og blev samme år bachelor i økonomi fra Copenhagen Business School. I 1992 blev han Ph.d i organisk kemi på DTU under professor Inge Lundt. Herefter arbejdede han som postdoc på både Duke University under Bertram Fraser-Reid og på Stanford University under Barry Trost, hvorefter han vendte tilbage Danmark og blev ansat på DTU først som lektor og fra 2003 som professor.
Som forsker har han modtaget både en pris fra Reinholdt W. Jorck og Hustrus Fond (1991) og Torkil Holms Forskningspris (2002). Han har også modtaget Ole Rømer Stipendium fra 1996-2000 til sit forskningsarbejde inden for fremstilling af kulhydrater vha. metal-katalysatorer.